# Galábocs
Galábocs (szlovákul: Glabušovce) község Szlovákiában, a Besztercebányai kerületben, a Nagykürtösi járásban.

## Fekvése
Nagykürtöstől 14 km-re délkeletre fekszik.

## Története
1297-ben „Galabuch” néven említik először. 1431-ben „Galaboch” alakban szerepel írott forrásokban. Több nemesi család, köztük a Kacsicsok, Prónayak és Benék birtoka volt. A török elpusztította, így 1554-ben pusztaként említik. 1554 és 1594 között a török hódoltsághoz tartozott, majd ismét elnéptelenedett. 1828-ban 29 házában 274 lakos élt, akik mezőgazdasággal, szőlőtermesztéssel foglalkoztak.
Fényes Elek szerint „Galabocs, magyar falu, Nógrád vmegyében: 162 kath., 2 evang. lak., kik szőlőt mivelnek. F. u. Bene s m. t. Ut. p. Szakál.”
A trianoni békeszerződésig Nógrád vármegye Szécsényi járásához tartozott. 1938 és 1944 között ismét Magyarország része volt.

## Népessége
| Év:            | 1994. | 2004.   | 2014.   | 2024.  |
| -------------- | ----- | ------- | ------- | ------ |
| Emberek száma: | 126   | 115     | 125     | 121    |
| Eltérés:       |       | -8,73 % | +8,69 % | -3,2 % |

| Év:            | 2023. | 2024.   |
| -------------- | ----- | ------- |
| Emberek száma: | 117   | 121     |
| Eltérés:       |       | +3,41 % |

1880-ban 139 lakosából 121 magyar és 13 szlovák anyanyelvű volt.
1890-ben 134 lakosából 127 magyar és 7 szlovák anyanyelvű volt.
1900-ban 192 lakosából 185 magyar és 7 szlovák anyanyelvű volt.
1910-ben 190 lakosából 189 magyar és 1 szlovák anyanyelvű volt.
1921-ben 204 lakosából 187 magyar és 12 csehszlovák volt.
1930-ban 194 lakosából 139 magyar, 39 csehszlovák, 4 zsidó, 2 egyéb és 10 állampolgárság nélküli volt. Ebből 167 római katolikus, 18 evangélikus és 9 izraelita vallású volt.
1941-ben 207 lakosából 200 magyar volt, 7 lakosnak szlovák volt az anyanyelve.
1970-ben 205 lakosából 165 magyar és 40 szlovák volt.
1980-ban 176 lakosából 128 magyar és 47 szlovák volt.
1991-ben 138 lakosából 84 magyar és 54 szlovák volt.
2001-ben 109 lakosából 57 magyar és 51 szlovák.
2011-ben 117 lakosából 58 szlovák (49,6 %), 43 magyar (36,8 %) és 15 ismeretlen nemzetiségű. Ebből 59 magyar, 40 szlovák és 18 ismeretlen anyanyelvű volt.
2021-ben 113 lakosából 80 szlovák, 26 magyar (23,01%), 2 cigány, 5 ismeretlen nemzetiségű.

## Nevezetességei
- Klasszicista kastélya 1830-ban épült.
- Haranglába a 19. század közepén készült.